# Біровчак Юрій Юрійович
Ю́рій Ю́рійович Біровча́к (нар. 1 червня 1969 — 26 листопада 2015) — старший солдат Збройних сил України, учасник російсько-української війни.

## Життєпис
Народився 1969 року в місті Ужгород. Закінчив ЗОШ в мікрорайоні Доманинці (сучасний НВК «Гармонія»). Служив в прикордонних військах, вийшов на пенсію.
2 червня 2015 року мобілізований як доброволець; старший солдат, навідник 3-го взводу 1-ї роти механізованого батальйону, 53-тя окрема механізована бригада.
26 листопада 2015 року помер біля села Кам'янка Ясинуватського району Донецької області.
Похований на Доманинському кладовищі Ужгорода.

## Нагороди та вшанування
- нагороджений відзнакою Президента України «За участь в антитерористичній операції» (посмертно)
- Почесний громадянин міста Ужгорода (рішення Ужгородської міської ради № 376 від 30.8.2016, посмертно).
- кінцем вересня 2016 року у мікрорайоні Доманинці в НВК «Гармонія» відкрили меморіальну дошку на честь Юрія Біровчака
- меморіальний знак, де викарбуване і його ім'я, встановлено на площі ім. майора В. Постолакі в Ужгороді.